# Sylvicanthon securus
Sylvicanthon securus är en skalbaggsart som beskrevs av Schmidt 1920. Sylvicanthon securus ingår i släktet Sylvicanthon och familjen bladhorningar. Inga underarter finns listade i Catalogue of Life.